# تومي لويس
تومي لويس (بالإنجليزية: Tommy Lewis)‏ هو نقابي وسياسي بريطاني (وحمل سابقاً جنسية المملكة المتحدة لبريطانيا العظمى وأيرلندا)، ولد في 12 ديسمبر 1873، وتوفي في 28 فبراير 1962. حزبياً، نشط في حزب العمال. في الانتخابات العامة في المملكة المتحدة 1929 ‏، انتخب عضو برلمان المملكة المتحدة الـ35 عن دائرة Southampton (UK Parliament constituency) ‏ (30 مايو 1929 – 7 أكتوبر 1931) وفي الانتخابات العامة في المملكة المتحدة 1945 ‏، انتخب عضو برلمان المملكة المتحدة الـ38 عن دائرة Southampton (UK Parliament constituency) ‏ (5 يوليو 1945 – 3 فبراير 1950).